# 圣奥旺
圣奥旺（法語：Saint-Auvent，法語發音：[sɛ̃.t‿ovɑ̃]）是法国新阿基坦大区上维埃纳省的一个市镇，属于罗什舒阿尔区。

## 地理
圣奥旺（45°48'20"N, 0°55'54"E）面积33.46 平方千米，位于法国新阿基坦大区上维埃纳省，该省份为法国中西部省份，北起顺时针与安德尔省、克勒兹省、科雷兹省、多爾多涅省、夏朗德省和维埃纳省接壤。
与圣奥旺接壤的市镇（或旧市镇、城区）包括：科尼亚克拉福雷、维埃纳河畔沙亚克、韦尔河畔奥拉杜尔、罗什舒阿尔、圣西尔、戈尔河畔圣洛朗、圣马丹德瑞萨克、韦尔。

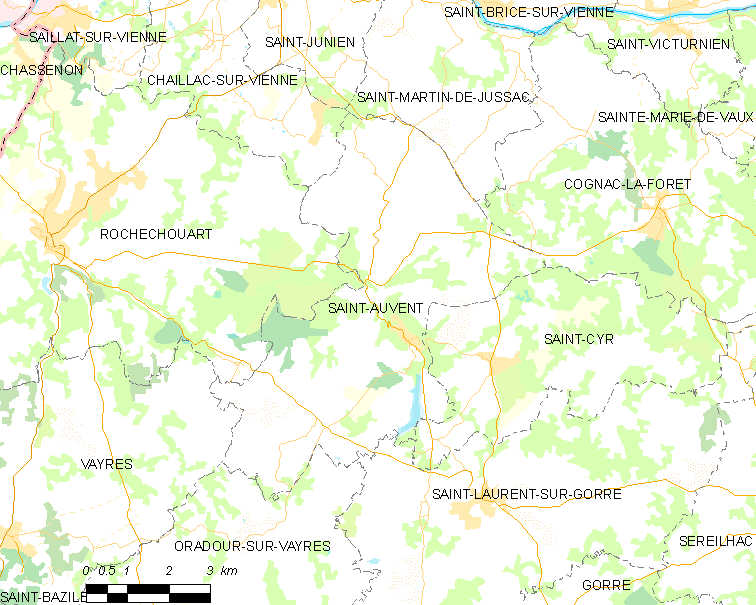
圣奥旺的OSM定位图

圣奥旺的时区为UTC+01:00、UTC+02:00（夏令时）。

## 行政
圣奥旺的邮政编码为87310，INSEE市镇编码为87135。

## 政治
圣奥旺所属的省级选区为罗什舒阿尔县。

## 人口

1962-2008年间圣奥旺人口变化图示

圣奥旺于2022年1月1日时的人口数量为969人。